# Birdshot хориоретинопатия
Дробьевидная хориоретинопатия или хориоретинопатия Бирдшота (англ. Birdshot chorioretinopathy) -  редкая форма двустороннего заднего увеита, поражающая глаза. Она вызывает серьёзное, прогрессирующее воспаление сосудистой оболочки и сетчатки.
Пациентами были почти исключительно европеоидами, заболевание обычно диагностировалось у пациентов 40-60 лет.

## Патофизиология
Дробьевидная хориоретинопатия является редкой формой заднего увеита и составляет 1-3 % от увеита в целом. Считается аутоиммунным заболеванием. Заболевание связано с человеческим лейкоцитарным антигеном гаплотипа (HLA) —A29, в частности, есть документальные подтверждения связи с  HLA класса I (от 85 до 97,5 % пациентов имеют положительный HLA-A29). Это указывает на роль Т-лимфоцитов в патогенезе. Дробьевидная хориоретинопатия связана с интерлейкином IL-17, цитокином, характерным для клеток TH17, играющих важную роль в аутоиммунных заболеваниях. Болезнь поражает, как правило, людей кавказской национальности, как среднего возраста так и пожилых. HLA-A29 является менее распространённой в Азии, и пока ни одного случая хориоретинопатии Бирдшота там не было зарегистрировано. Когда появляется подозрение на дробьевидную хориоретинопатию, как правило, проводится тест на положительность HLA-A29. Однако тестирование HLA-A29 не считается достаточным для окончательного диагноза, потому что HLA-A29 имеет распространение и среди здорового населения (7 %). Дополнительные факторы (генетические или экологические) могут быть ассоциированы с HLA-A29 в патогенезе.
В 2014 году Койпер (Kuiper) и его коллеги провели масштабные исследования полногеномного поиска ассоциаций (GWAS) с дробьевидной хориоретинопатией, проанализировав геномы голландских, испанских и английских пациентов. Было подтверждено, что HLA-A29 гаплотип является основным фактором развития ретинопатии и, в дополнение к нему, был идентифицирован ген аминопептидазы эндоплазматического ретикулума (АЭПР) 2, также тесно связанный с хориоретинопатией Бирдшота. Генетические варианты, близкие ERAP2 в пятой хромосоме, приводят к высокой экспрессии белка данной аминопептидазы у пациентов с данным заболеванием. ERAP2 является аминопептидазой, которая, вместе с ERAP1, отрезает пептиды в эндоплазматическом ретикулуме и загружает эти пептиды в молекулы HLA для представления Т-клеткам иммунной системы. Было также сообщено об ассоциации ERAP-HLA с болезнью Бехтерева и болезнью Бехчета, предполагая общие патогенные пути между этими заболеваниями.
Связанные с развитием дробьевидной хориоретинопатии полиморфизмы в участке хромосомы 5q15, соответствующие генам ERAP1 и ERAP2 (T-rs10044354-C-rs2287987) наблюдаются только у HLA-A29-положительных людей в популяциях, в которых заболевание является «эндемичным», что объясняет, почему оно регистрируется только в популяциях западноевропейского происхождения (Испания, Франция, Нидерланды, Великобритания, а также неевропейские страны, такие как Пуэрто-Рико). Функциональный анализ иммунных клеток, полученных от пациентов, показал, что ERAP2 увеличивает количество пептидов, которые специфически связываются с HLA-A29, и дополнительно подтверждает, что пути презентации антигена лежат в основе этиологии хориоретинопатии Бирдшота как аутоиммунного заболевания.

## Симптомы
Симптомы этого заболевания включают в себя плавающие объекты в поле зрения, затуманенное зрение, фотопсию (вспышки света в глазах), потерю цветового зрения и никталопию. При обследовании глаз видны светлые пятна на сетчатке. Присутствует риск полной потери зрения.
Название (Birdshot — «птичья дробь») происходит от светлых пятен на сетчатке глаза, рассеянных в виде рисунка, как дробь из ружья, но эти точки незаметны на ранних стадиях.

## Лечение
Дробьевидная хориоретинопатия может показать сопротивляемость лечению. Терапия иммунодепрессантами вместе с пероральными кортикостероидами показала некоторую эффективность в замедлении прогрессирования воспаления, связанного с расстройством, сохраняя визуальную целостность, насколько это возможно. Длительное применение таких препаратов необходимо тщательно контролировать из-за дискомфорта и предположительно изнурительных и опасных для жизни побочных эффектов.
Иммунодепрессанты, такие как терапевтические моноклональные антитела Daclizumab, циклоспорин и метотрексат оказались эффективными методами лечения Birdshot хориоретинопатии. Значительное сокращение и даже стабилизация воспаления стекловидного тела и васкулита сетчатки стали очевидны с помощью электроретинографии, при терапии даклизумабом (блокатор рецепторов к интерлейкину IL-2). Это также подтверждается фактом повышения уровней IL-2 в глазах пациентов. Потеря остроты зрения, не связанная с воспалением, вызванным расстройством, часто остается неизменной, несмотря на использование препарата. Это нашло своё отражение в связи с отсутствием разницы в остроте зрения и зрения, связанного с качеством жизни среди различных категорий больных дробьевидной ретинопатией. Противопоказания и побочные эффекты всегда являются важным фактором лечения.